# 钱玄同
钱玄同（1887年9月12日—1939年1月17日），原名钱夏，字德潜，号疑古，浙江湖州歸安（现南浔区）人。现代文字学家，新文化运动先驱者，亦是出生于吴越钱氏家族。

## 生平
钱玄同的父亲是清朝同治年间进士钱振常。钱玄同早年赴日本留学，入早稻田大学，於《民報》社拜見章太炎，章太炎介紹他加入中國同盟會，他同時聽章太炎講文學、音韻學。钱玄同結識的許多章門弟子，後來都成了著名學者，包括黄侃、鲁迅、周作人。回国后，1913年到北京，任国立北京高等师范学校及附属中学国文、经学教员。后又长期在国立北京大学兼课。1917年加入中华民国国语研究会，兼任教育部国语统一筹备会常驻干事，致力国语运动。
钱玄同1913年到國立北京高等师范學校执教，连续任专任教授二十余年。他讲授的课程，以音韵学为主，还有“说文研究”、“经学史略”、“周至唐及清代思想概要”、“先秦古书真伪略说”等。并长期任国文系主任。1917年，他向陈独秀主办的《新青年》杂志投稿，倡导文学革命，成为新文化运动的揭幕人。1918年至1919年的《新青年》雜誌，錢玄同是輪流編輯；在這期間，他曾動員鲁迅給《新青年》撰文。

### 新舊文學論戰
1918年3月，《新青年》不斷刊出讀者「王敬轩」的來信，信中，王持續質疑新文學的弊病，而《新青年》編輯劉半農皆在當期回應。
1918年（民國八年）3月，錢玄同化名王敬軒在《新青年》發表文章《文學革命之反響》，洋洋灑灑數千言，羅織新文化運動種種罪狀，攻擊主張新文化的人是不要祖宗。劉半農撰寫了萬餘言的《复王敬軒書》，針對王敬軒所提出的所有觀點一一加以駁斥，把實無其人的王敬軒批駁得體無完膚。然而事後追查，並沒有王敬軒此人，是錢玄同所杜撰，目的引發新舊文學論戰。
鲁迅的小说《狂人日记》就是钱玄同催促他写出的头一篇作品，并且头一次用“鲁迅”作笔名。而《狂人日记》不但是白话文，而且是攻击“吃人的礼教”的第一炮。
1919年（民國九年）春，赫赫有名的桐城派代表林紓在上海《新申報》發表小說《荊生》影射《新青年》的幾個編輯，以田其美影射陳獨秀，以狄莫影射胡適，以金心異影射錢玄同。錢玄同雖有很多筆名，而後又常以金心異自稱。

### 學術研究
錢玄同在教學和學術研究方面的貢獻顯著。他所著的《文字學音篇》是中國高等學校最早的音韻學教科書。數十年來，影響頗大，迄今仍為音韻學家所稱引。
当代许多音韵学家如罗常培、魏建功、白涤洲、赵荫棠、王静如、丁声树等，或是錢玄同的学生，或受过錢玄同的教益。名史家黄现璠曾是錢玄同的研究生。钱玄同对于经学创见甚多，他有名言：“考古务求其真，致用务求其适。”他在《古史辨》讨论上古历史和儒家经书的文章，独见很多，影响很大。郭沫若对钱玄同在古史研究方面的一些观点非常赞赏，说：“这些见解，与鄙见不期而同，但都是先我而发的。”他早年积极宣传汉语改用拼音文字，曾采用国际音标制定拼音字母。后来他和赵元任、黎锦熙等数人共同制定“国语罗马字拼音法式”。1935年，他抱病坚持起草了《第一批简体字表》，為中国共产党執政後推行简化字立下先例。

## 逸聞
錢玄同曾語出驚人：「四十歲以上的人都應該槍斃。」但是他自己過了四十歲還沒有死。四十一歲生日時，胡適便為他作了六言語體歌《亡友錢玄同先生成仁周年紀念歌》，歌词如下：
该死的钱玄同，怎会至今未死！

一生专杀古人，去年轮着自己。

可惜刀子不快，又嫌投水可耻，

这样那样迟疑，过了九月十二，

可惜我不在场，不曾来监斩你。

今年忽然来信，要作“成仁纪念”，

这个倒也不难，请先读《封神传》。

回家先挖一坑，好好睡在里面，

用草盖在身上，脚前点灯一盏，

草上再撒把米，瞒得阎王鬼判，

瞒得四方学者，哀悼成仁大典。

今年九月十二，到处念经拜忏，

度你早早升天，免在地狱捣乱。

## 著作
錢玄同議多著少，且對舊作近乎苛求，以致文章生前未有系統蒐集並輯佚成冊。在音韻學研究方面，他的代表作是《文字學音篇》（北大出版組，1918年）。這是全面論述傳統音韻學的著作，既繼承了章太炎先生等的傳統音韻學的成果，又受到了高本漢的現代語音學研究方法和觀點的影響，在當時學術界產生了很大的反響，多人用做大學教材。
- 《〈廣韻〉四十六字母標音》（《國語旬刊》1929年第1卷第9期）
- 《中國文字形體變遷新論》（《北京大學研究所國學門月刊》1919年第1卷第1期）
- 《說文部首今語解》（《教育今語雜識》1911年第5、6期合刊）
- 《中國文字學說略》（《教育今語雜識》1910年第1期）
- 《說文部首今讀》
- 《說文音符今讀》
- 《古音無“邪”紐證》（《師大國學叢刊》1932年第1卷第3期）
- 《古韻二十八部音讀之假定》（《師大月刊》32週年紀念專號）

## 家庭
父親：钱振常，同治十年（1871年）进士，官吏部主事。晚年為紹興、揚州書院山長；又在蘇州工作。年六十二，始生玄同。
兄：钱恂，曾任清朝出使荷兰大臣和意大利大臣，主持湖北自强学堂。
嫂：單士厘，錢恂夫人，著有《癸卯旅行記》、《歸潛記》、《清閨秀藝文略》等。
長媳：徐幽湘，錢秉雄夫人。
長子：錢秉雄，曾留學法國。
三子：钱三强，著名物理學家。

## 外部連結
- WorldCat 聯合目錄中钱玄同的著作或與之相關的著作